# De blauwe vlieger
De blauwe vlieger (vereenvoudigd Chinees: 蓝风筝; pinyin: Lán fēngzheng) is een Chinese film van Tian Zhuangzhuang, over een gezin dat de Honderd Bloemen-campagne, de Grote Sprong Voorwaarts en de Culturele Revolutie ondergaat.

## Verhaal
Het verhaal wordt verteld vanuit het standpunt van het hoofdpersonage, Tietou, die met een voice-over terugblikt op de gebeurtenissen. Het verhaal begint kort voor het huwelijk van zijn ouders en eindigt bij de arrestatie van zijn moeder en stiefvader door de Rode Gardisten tijdens de Culturele Revolutie.
Na een kort inleidend deel volgen de drie grote delen van de film: "Vader", "Oom" en "Stiefvader". In het begin van de film trouwt Tietou's moeder, Chen Shujuan, met Lin Shaolong, Tietou's vader. Lin Shaolong sterft echter in een kamp waar hij naartoe gestuurd was na de Laat Honderd Bloemen Bloeien-campagne. Enkele jaren later trouwt Chen Shujuan met Li Guodong, een vroegere collega van Chen Shaolong, maar deze sterft door een slechte gezondheid tijdens de periode van de Grote Sprong Voorwaarts. In het laatste deel trouwt Chen Shujuan met een hooggeplaatst partijlid, maar deze valt uit de gratie tijdens de Culturele Revolutie.

## Ontvangst
De film won prijzen op de filmfestivals van Tokyo en Chicago van 1993, maar in China had de film problemen met censuur omwille van de kritiek op het Chinese communistische bewind. In het Nederlands taalgebied wordt de DVD van de film gepromoot met de tekst "De verboden film" in rode letters op de cover. Dit is eveneens het geval in een aantal andere landen.

## Verwijzingen
1. 1 2  Ran Ma: The Fifth Generation Cinema and Its Cross-Cultural Interpretation Hoofdstuk 2 van New Chinese Cinema and Western Film Festivals. Ook op CinaOggi.com.